# Chicopisco
Chicopisco è il primo EP del rapper italiano Neffa, pubblicato nel luglio 1999 dalla Universal Music Group.

## Descrizione
Il disco è composto da cinque brani prodotti dallo stesso Neffa (eccetto L'incognita, prodotto da Fritz da Cat), è anche il primo disco con cui l'artista comincia a distaccarsi dall'hip hop. La traccia L'incognita è un remix di XYZ ed è presente anche nel disco di Fritz da Cat Novecinquanta.
Nel 2015 la Tannen Records ha ristampato l'EP in formato vinile e in tiratura limitata a 2000 copie.

## Tracce
1. Gran finesse – 3:53
2. Funk a un – 3:47
3. Stare al mondo (feat. Al Castellana) – 3:37
4. XYZ – 4:17
5. L'incognita – 3:40